# Ayacucho (Manabí)
Ayacucho ist eine Ortschaft und eine Parroquia rural („ländliches Kirchspiel“) im Kanton Santa Ana der ecuadorianischen Provinz Manabí. Die Parroquia besitzt eine Fläche von 109,2 km². Die Einwohnerzahl lag im Jahr 2010 bei 7423. Die Parroquia wurde am 14. Oktober 1895 gegründet.

## Lage
Die Parroquia Ayacucho liegt in der Cordillera Costanera südostzentral in der Provinz Manabí. Der Ort San Honorato Vásquez befindet sich am Oberlauf des Río Portoviejo auf einer Höhe von etwa 80 m, 10 km ostnordöstlich vom Kantonshauptort Santa Ana sowie 22 km südöstlich der Provinzhauptstadt Portoviejo.
Die Parroquia Ayacucho grenzt im Nordwesten an Portoviejo, im Norden an die Parroquias Abdón Calderón, Alhajuela und San Plácido (alle im Kanton Portoviejo), im Nordosten an die Parroquia Honorato Vásquez, im Osten an die Parroquia La Unión sowie im Süden und im Südwesten an Santa Ana.